# هينكلي (يوتا)
هينكلي (بالإنجليزية: Hinckley, Utah)‏ هي بلدة تقع بولاية يوتا في الولايات المتحدة. تبلغ مساحتها 13 (كم²)، وترتفع عن سطح البحر 1403 م، بلغ عدد سكانها 694 نسمة في عام 2012 حسب إحصاء مكتب تعداد الولايات المتحدة وتصل الكثافة السكانية فيها 53.5 نسمة/كم2.

## التركيبة السكانية
حدّد مكتب تعداد الولايات المتحدة بيانات التركيبة السكانية لهينكلي في تعداد الولايات المتحدة. في ما يلي، التركيبة السكانية حسب تعدادي 2000 و2010.

### تعداد عام 2000
بلغ عدد سكان هينكلي 698 نسمة بحسب تعداد عام 2000، وبلغ عدد الأسر 218 أسرة وعدد العائلات 181 عائلة مقيمة في البلدة. في حين سجلت الكثافة السكانية 54 نسمة لكل كيلومتر مربع (139.9/ميل2). وبلغ عدد الوحدات السكنية 245 وحدة بمتوسط كثافة قدره 19 لكل كيلومتر مربع (49.2/ميل2).
وتوزع التركيب العرقي للبلدة بنسبة 97.71% من البيض و0.43% من الأمريكيين الأفارقة و0.29% من الأمريكيين الأصليين و0.14% من الأمريكيين ذوي الأصول الآسيوية و0.57% من الأعراق الأخرى و0.86% من عرقين مختلطين أو أكثر و3.15% من الهسبانيون أو اللاتينيون من أي عرق.
بلغ عدد الأسر 218 أسرة كانت نسبة 46.8% منها لديها أطفال تحت سن الثامنة عشر تعيش معهم، وبلغت نسبة الأزواج القاطنين مع بعضهم البعض 72.5% من أصل المجموع الكلي للأسر، ونسبة 6.9% من الأسر كان لديها معيلات من الإناث دون وجود شريك،  بينما كانت نسبة 3.7% من الأسر لديها معيلون من الذكور دون وجود شريكة وكانت نسبة 17% من غير العائلات. تألفت نسبة 16.5% من أصل جميع الأسر من عدة أفراد يعيشون في نفس المنزل ونسبة 9.2% كانت تتألف من شخص يعيش بمفرده يبلغ من العمر 65 عاماً أو أكثر. وبلغ متوسط حجم الأسرة المعيشية 3.20، أما متوسط حجم العائلات فبلغ 3.61.
بلغ العمر الوسطي للسكان 31.5 عاماً. وكانت نسبة 38% من القاطنين تحت سن الثامنة عشر، وكانت نسبة 6.7% بين الثامنة عشر والرابعة والعشرين عاماً، ونسبة 24.6% كانت واقعةً في الفئة العمرية ما بين الخامسة والعشرين والرابعة والأربعين عاماً، ونسبة 19.9% كانت ما بين الخامسة والأربعين والرابعة والستين، ونسبة 10.7% كانت ضمن فئة الخامسة والستين عاماً فما فوق. يوجد لكل 100 أنثى 104.7 ذكر، ويوجد لكل 100 أنثى في الثامنة عشر من عمرها فما فوق 102.3 ذكر.
بلغ متوسط دخل الأسرة في البلدة 35,625 دولارًا، أما متوسط دخل العائلة فبلغ 39,375 دولارًا. وكان متوسط دخل الذكور 32,333 دولارًا مقابل 25,000 دولارًا للإناث. وسجل دخل الفرد الخاص بالبلدة 12,700 دولارًا. وكانت نسبة 9.5% من العائلات ونسبة 13.1% من السكان تحت خط الفقر، وكان من هؤلاء نسبة 20.2% تحت سن الثامنة عشر ونسبة 9.6% في الخامسة والستين من العمر وما فوق.

### تعداد عام 2010
بلغ عدد سكان هينكلي 696 نسمة بحسب تعداد عام 2010، وبلغ عدد الأسر 238 أسرة وعدد العائلات 187 عائلة مقيمة في البلدة. في حين سجلت الكثافة السكانية 53.9 نسمة لكل كيلومتر مربع (139.6/ميل2). وبلغ عدد الوحدات السكنية 266 وحدة بمتوسط كثافة قدره 20.6 لكل كيلومتر مربع (53.4/ميل2).
وتوزع التركيب العرقي للبلدة بنسبة 92.10% من البيض و1.01% من الأمريكيين الأصليين و6.61% من الأعراق الأخرى و0.29% من عرقين مختلطين أو أكثر و11.64% من الهسبانيون أو اللاتينيون من أي عرق.
بلغ عدد الأسر 238 أسرة كانت نسبة 37.4% منها لديها أطفال تحت سن الثامنة عشر تعيش معهم، وبلغت نسبة الأزواج القاطنين مع بعضهم البعض 68.9% من أصل المجموع الكلي للأسر، ونسبة 5.5% من الأسر كان لديها معيلات من الإناث دون وجود شريك،  بينما كانت نسبة 4.2% من الأسر لديها معيلون من الذكور دون وجود شريكة وكانت نسبة 21.4% من غير العائلات. تألفت نسبة 18.5% من أصل جميع الأسر من عدة أفراد يعيشون في نفس المنزل ونسبة 8% كانت تتألف من شخص يعيش بمفرده يبلغ من العمر 65 عاماً أو أكثر. وبلغ متوسط حجم الأسرة المعيشية 2.92، أما متوسط حجم العائلات فبلغ 3.37.
بلغ العمر الوسطي للسكان 36.5 عاماً. وكانت نسبة 30% من القاطنين تحت سن الثامنة عشر، وكانت نسبة 6.6% بين الثامنة عشر والرابعة والعشرين عاماً، ونسبة 22.1% كانت واقعةً في الفئة العمرية ما بين الخامسة والعشرين والرابعة والأربعين عاماً، ونسبة 27.2% كانت ما بين الخامسة والأربعين والرابعة والستين، ونسبة 14.1% كانت ضمن فئة الخامسة والستين عاماً فما فوق. وتوزع التركيب الجنسي للسكان بنسبة 49.9% ذكور و50.1% إناث.

## أعلام
- آرثر غاري بيشوب

## وصلات خارجية
- The US50 - Cities and Towns in Utah State
- Utah Cities and Towns, Facts, Map, Flag, Colleges, Government, and More